# 小公子 (1921年の映画)
『小公子』（しょうこうし、原題・英語: Little Lord Fauntleroy）は、1921年に製作・公開されたアメリカ合衆国の映画である。フランシス・ホジソン・バーネットの同名小説を基にメアリー・ピックフォードが製作・主演、アルフレッド・E・グリーンとメアリーの実弟ジャック・ピックフォードが共同で監督した。
メアリーは母・息子の二役を演じている。

## キャスト
- セドリック/母：メアリー・ピックフォード
- ドリンコート伯爵：クロード・ギリングウォーター
- ウィリアム・ハヴィシャム：ジョゼフ・J・ダウリング
- 少年：ミルトン・バール

## スタッフ
- 監督：アルフレッド・E・グリーン、ジャック・ピックフォード
- 製作：メアリー・ピックフォード
- 脚色：バーナード・マッコンヴィル
- 撮影：チャールズ・ロッシャー
- 美術：スティーヴン・グーソン

## 注
1. ↑  『20世紀アメリカ映画事典　1914-2000』（カタログハウス　2002年）